# Mouche du melon
Bactrocera cucurbitae
Espèce
Synonymes
- Dacus aureus Tseng & Chu, 1982[1]
- Dacus cucurbitae Coquillett, 1899 (basionyme)[1]
- Dacus yuiliensis Tseng & Chu, 1992[1]
- Zeugodacus cucurbitae (Coquillett, 1899)[1]

Répartition géographique
La Mouche du melon, Mouche des cucurbitacées ou Mouche du concombre (Bactrocera cucurbitae) est une espèce de mouches de la famille des Téphritidés des régions tropicales d'Afrique, d'Asie et d'Océanie.

## Description
L'adulte est long de six à huit millimètres et a un corps rougeâtre avec des taches jaunes et la tête jaunâtre avec des taches noires.

Bactrocera cucurbitae, la Mouche du melon.
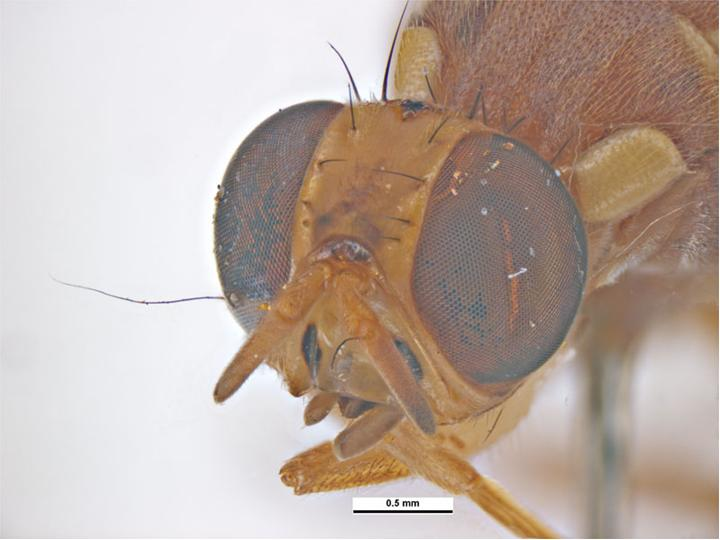
Tête.
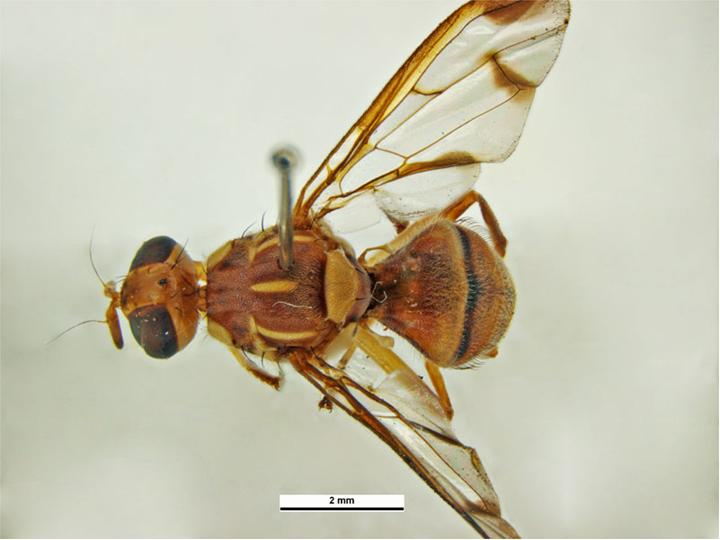
Vue dorsale.
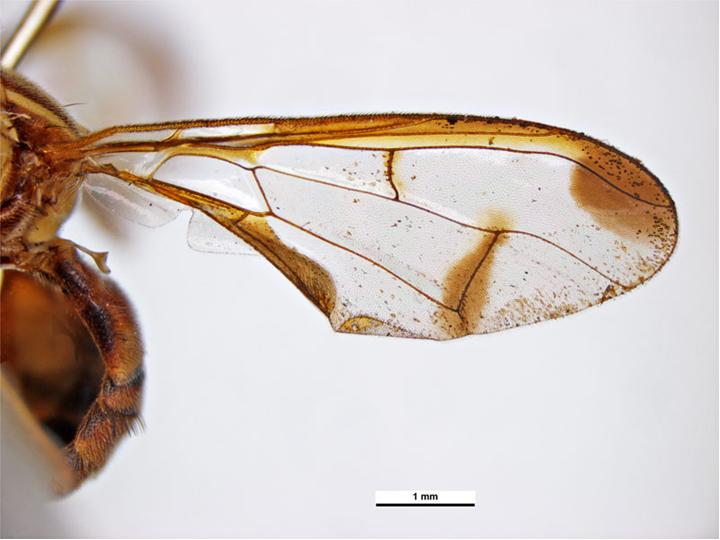
Aile.

## Distribution et habitat
La Mouche du melon est originaire d'Inde et est présente dans la majorité des pays d'Asie et d'Océanie tropicale ainsi qu'en Égypte, en Tanzanie, au Kenya, à Maurice et à Hawaï (depuis 1895).

## Biologie

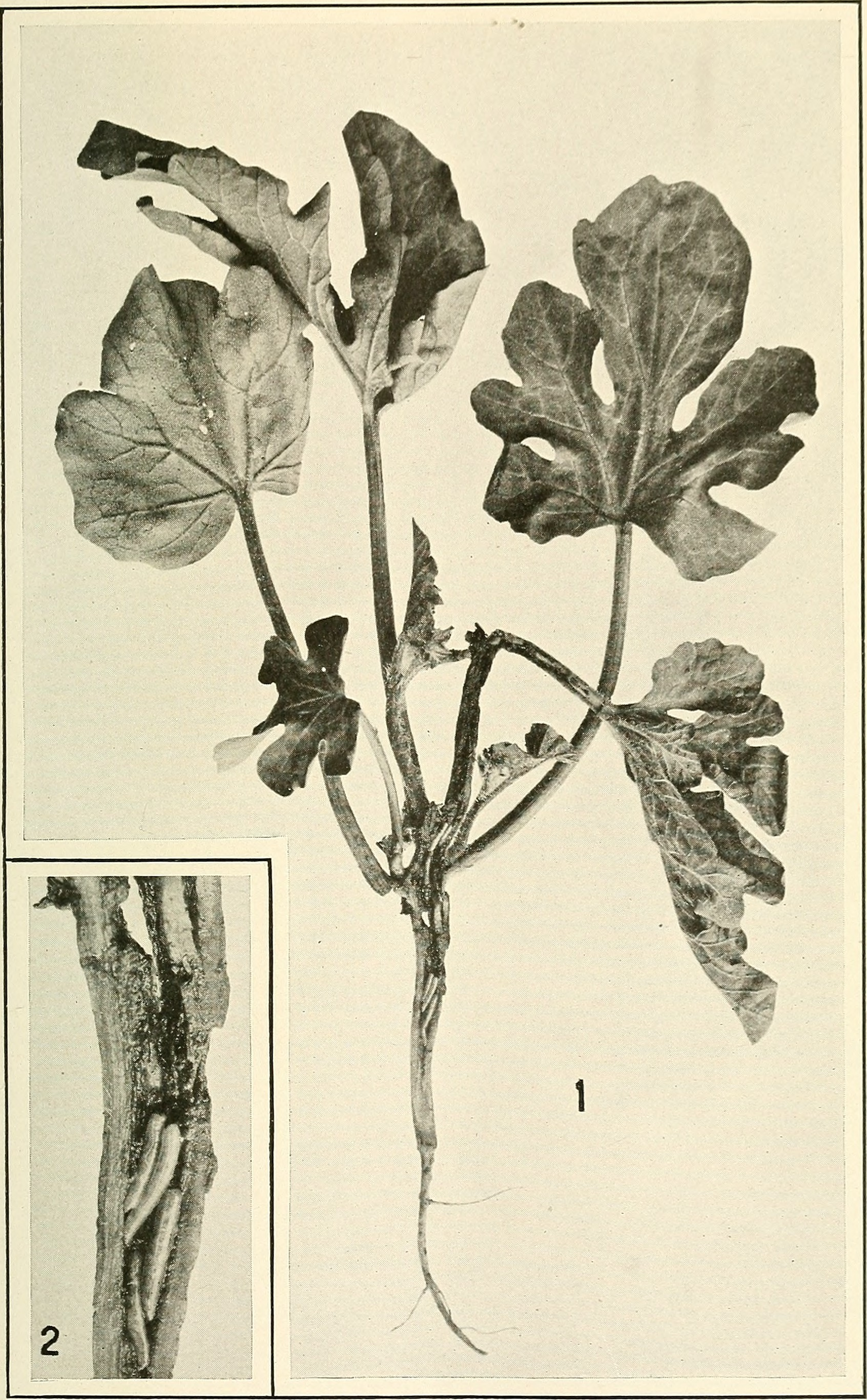
Larves de la Mouche du melon parasitant les racines et le collet d'un pied de melon.

Le développement de la ponte au stade adulte dure de 14 à 28 jours durant l'été avec une dizaine de générations tout au long de l'année.
Les œufs de la Mouche du melon sont pondus sous la peau des fruits, préférentiellement mûrs. Blancs, elliptiques, courbés et mesurant deux millimètres de longueur, ils éclosent au bout de un à trois jours. Les larves, blanc crème et longues de dix millimètres, se développent en se nourrissant de la chair du fruit durant quatre à sept jours si les températures sont supérieures à 21 °C. Une fois achevée sa croissance, la larve, qui mesure alors 7,5 à 11,8 mm de longueur, quitte le fruit et passe au stade de pupe sur le sol durant neuf à onze jours.
Dans les conditions optimales, la femelle pond 1 000 œufs tout au long de sa vie, en moyenne 300. Les adultes vivent plus d'une année.

## Comportement
La Mouche du melon sévit sur 125 espèces en y pondant ses œufs. L'ensemble des cucurbitacées, à la fois sur des espèces tropicales (pastèque, calebasse, Luffa, etc) et tempérées (melon, courgette, concombre, citrouille, courge, poivron, etc) sont touchées ainsi que la tomate, le haricot vert, la dolique mongette et occasionnellement l'aubergine, l'orange, la papaye, la mangue, la pêche, la figue, la passiflore, la margose et la coloquinte. Elle attaque aussi les fleurs, les feuilles, les tiges et les racines.
Les individus sont attirés par le cue-lure (une phéromone) et peuvent parcourir des distances allant de 50 à 100 kilomètres. Ils se nourrissent de nectars de plantes et d'insectes. Durant les jours chauds, les adultes volent le matin et en fin d'après-midi et se reposent sur le dessous des feuilles ou dans des zones ombragées la journée.

## Impact économique
La mouche du melon est l'une des cinq espèces les plus nuisibles au monde[réf. nécessaire]. En Malaisie et en Indonésie, cette espèce est considérée comme la plus destructrice concernant les fruits.

## Méthodes d'éradication
Des pièges peuvent être fabriqués en imbibant des bouts de papier d'un mélange de cue-lure et d'insecticide. Des moyens de prévention comme le ramassage des fruits tombés à terre, la limitation du transport des fruits, leur emballement et leur mise en quarantaine sont aussi efficaces. Cette méthode est utilisée dans les îles Salomon.
Entre 1947 et 1952, 32 espèces d'insectes prédateurs des mouches des fruits ont été introduites à Hawaï afin de limiter la prolifération de la Mouche du melon.

## Sources
- (fr) [Organisation européenne et méditerranéenne pour la protection des plantes] (OEPP) - Bactrocera cucurbitae.]
- (en) Université de Floride - Bactrocera cucurbitae.
- (en) Université de Hawaï - Bactrocera cucurbitae.
- (en) Secretary of the Pacific Community - Bactrocera cucurbitae.